# Antonio Abbondi
Antonio Abbondi zvaný Scarpagnino (15. století Grosio – 1549) byl italský architekt a sochař.

## Dílo
První zmínka o něm pochází z roku 1505, kdy byl místo Giorgia Spaventa jmenován vrchním dozorcem rekonstrukce benátského paláce Fondaco dei Tedeschi, zakončené roku 1508. Roku 1505 také navrhl a řídil stavbu benátského kostela San Sebastiano.
Vedl rekonstrukci mostu Ponte di Rialto.
Roku 1514 postihl ostrov Rialto požár. Scarpagnino se mimo jiné ujal rekonstrukce pro dóžata významného kostela San Giovanni Elemosinario. Práce byly dokončeny roku 1531. Kostel vyzdobili známí umělci své doby: Tizian, Jacopo Palma il Giovane a Pordenone.
Roku 1520 spolu s Luranem dokončili rekonstrukci veronského Ponte Pietra.
Roku 1527 se Abbondi stal členem bratrstva Scuoly Grande di San Marco, pro které vytvořil model hlavního oltáře.
Roku 1534 pracoval na Scuola Grande di San Rocco, pro kterou navrhl nové schodiště. Podílel se také na Dóžecím paláci.

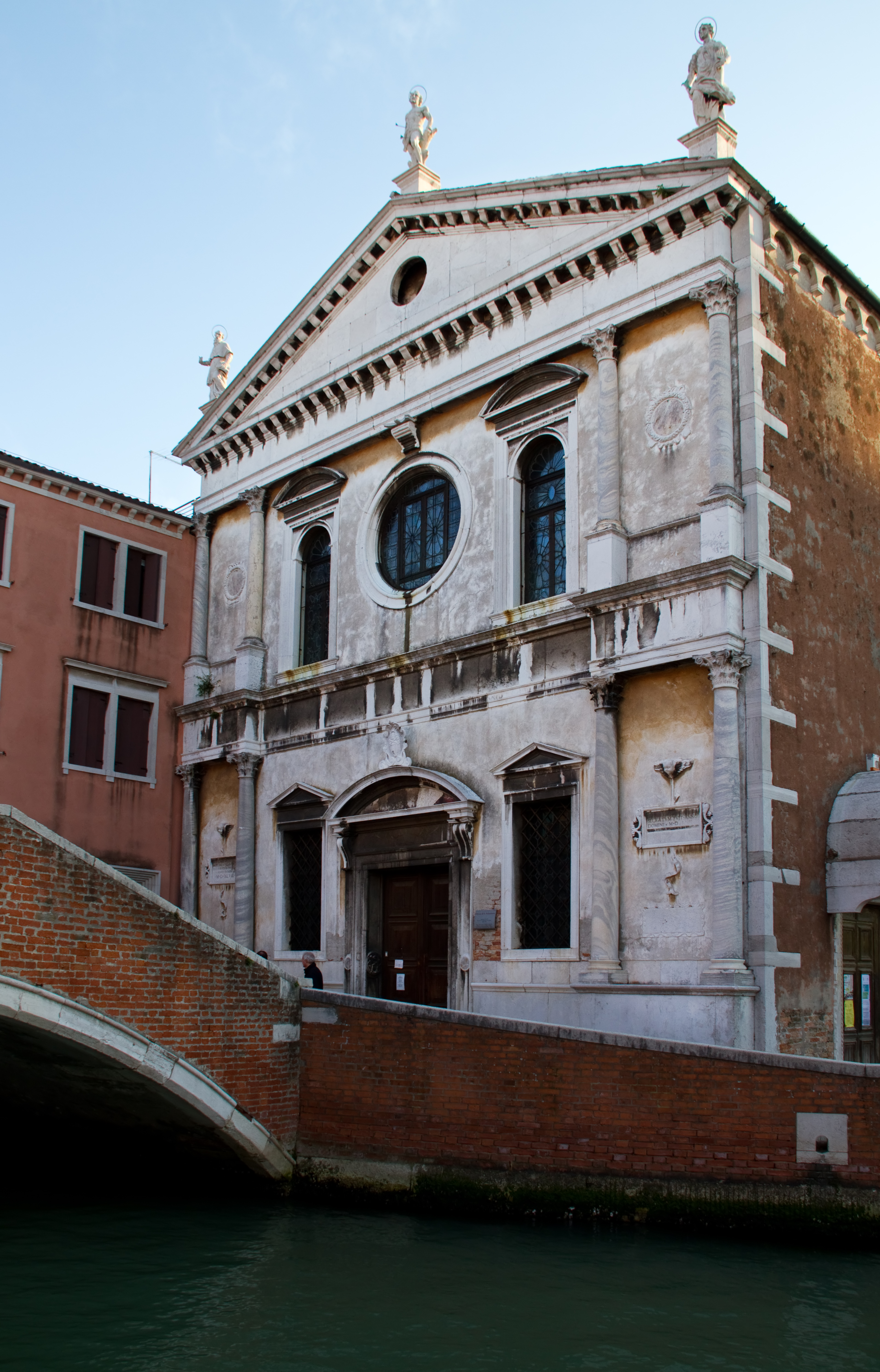
Kostel San Sebastiano
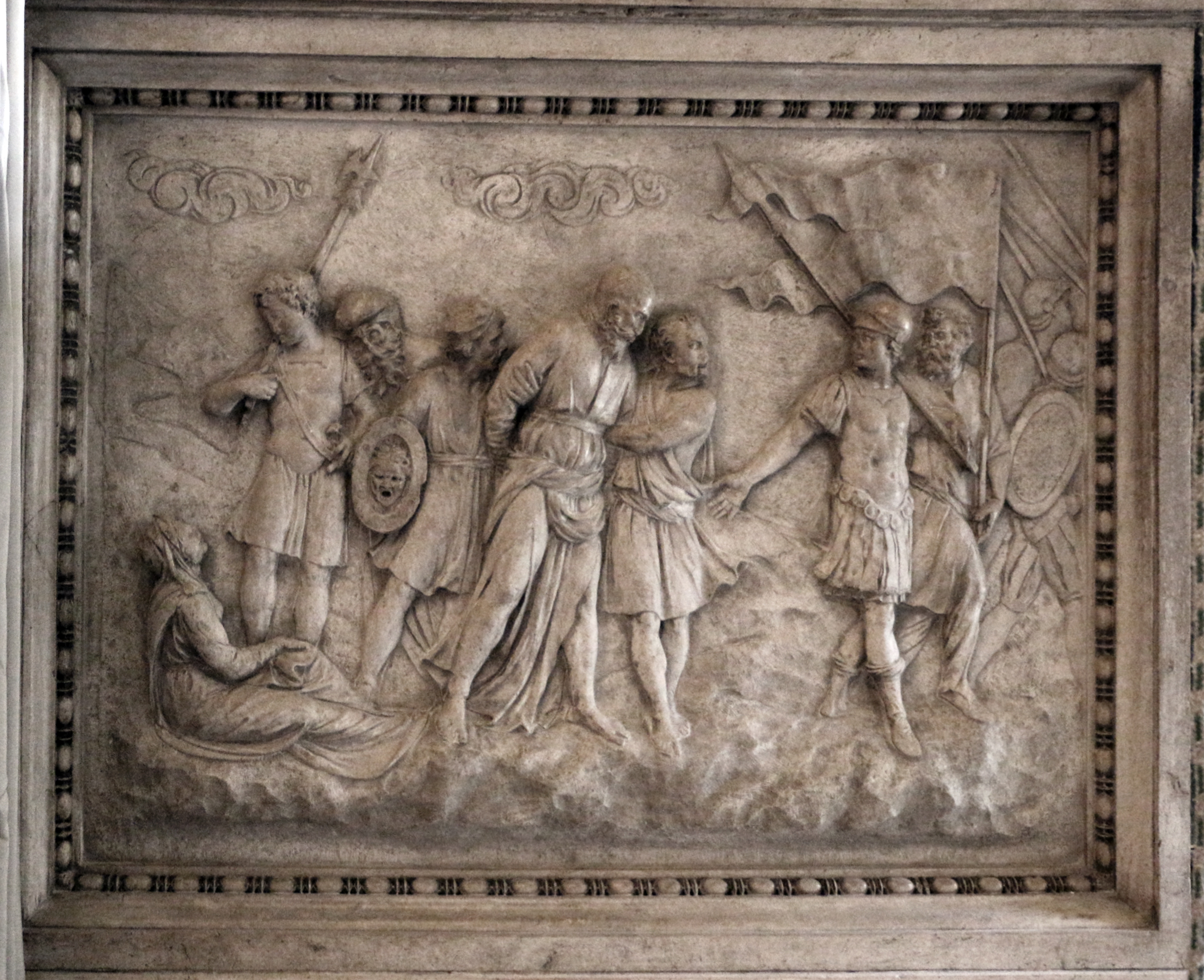
Reliéf v Scuola Grande di San Rocco